# Aglaophenia bakeri
Aglaophenia bakeri är en nässeldjursart som beskrevs av V.S. Bale 1919. Aglaophenia bakeri ingår i släktet Aglaophenia och familjen Aglaopheniidae. Inga underarter finns listade i Catalogue of Life.